# WOGA
 La World Olympic Gymnastics Academy (WOGA) è un club di ginnastica che ha due sedi: a Plano e a Frisco. Sin dall'inizio, la WOGA ha guadagnato una solida reputazione per aver contribuito costantemente a formare ginnaste di alto livello nelle squadre juniores e senior nazionali statunitensi. Le ginnaste allenate alla WOGA hanno una lunga e consolidata storia di vittorie ai massimi livelli di competizione, con diversi ex campionesse nazionali, campionesse del mondo e campionesse olimpiche.
I capo allenatori del WOGA sono l'ex coordinatore della squadra nazionale femminile statunitense di ginnastica Valeri Liukin,  medaglia sovietica ai Giochi olimpici del 1988, e Yevgeny Marchenko che ha allenato la medaglia d'oro Carly Patterson. Alcune delle principali élite del passato sono Elizabeth "Lizzy" LeDuc, Katelyn Ohashi, Grace McLaughlin, Briley Casanova, Ivana Hong, Rebecca Bross, le campionesse del mondo Hollie Vise e Alyssa Baumann, nonché le campionesse olimpiche Carly Patterson, Nastia Liukin e Madison Kocian.

## Storia
La World Olympic Gymnastics Academy (WOGA) è stata aperta nel 1994 dai cofondatori Valeri Liukin, campione olimpico del 1988 e Yevgeny Marchenko, campione mondiale di acrobatica.
Nel 2003, le ginnaste della WOGA Carly Patterson e Hollie Vise hanno vinto 2 medaglie individuali e hanno contribuito ad ottenere la prima medaglia d'oro per gli Stati Uniti ai Mondiali. Nel 2004, Carly Patterson è diventata la seconda ginnasta statunitense a diventare campionessa olimpica di ginnastica femminile e la prima americana a farlo in una Olimpiade non boicottata.
Alla WOGA si sono allenate tre campionesse olimpiche: Patterson (Atene 2004), Nastia Liukin (Pechino 2008), e Madison Kocian (Rio 2016); e sei campionesse del mondo: Patterson (2003), Hollie Vise (2003), Liukin (2005, 2007), Ivana Hong (2007), Kocian (2014, 2015), e Alyssa Baumann (2014).

## WOGA Classic
WOGA ospita un incontro annuale al Comerica Center di Frisco, in Texas, che ha gare dal 1° al 10 livello e una competizione internazionale d'élite che ha visto concorrenti come Laurie Hernandez, Katelyn Ohashi, Madeline Gardiner, Marine Brevet, Mira Boumejmajen e Jordyn Wieber.

## Ginnasti e alunni meritevoli
Nastia Liukin :
- Campionessa olimpica nel concorso generale nel 2008, medaglia di d'argento con la squadra, alla trave e alle parallele, medaglia di bronzo al corpo libero[7]
- 2007 Campionessa mondiale alla trave e nel concorso a squadre, medaglia d'argento alle parallele[11]
- Mondiali 2006 medaglia d'argento alle parallele e nel concorso a squadre.
- 2005 Campionessa del mondo alle parallele e alla trave, medaglia d'argento nel concorso generale e al corpo libero[10]
- 2006 e 2005 Campionessa nazionale All-Around, 13 volte medagliata ai campionati nazionali
- Campionessa dei Pan American Games con la squadra nel 2007, medaglia di bronzo alle parallele e alla trave
- Campionessa della Coppa America 2006 e 2008

Carly Patterson :
- 2004 Campionessa olimpica nel concorso generale, medaglia d'argento con la squadra e alla trave[6]
- Mondiali 2003 medaglia d'argento nell'AA, medaglia d'oro nel concorso a squadre[9]
- 2004 Campionessa nazionale all-around
- Campionessa di Coppa America 2003 e 2004

Madison Kocian :
- Alle Olimpiadi di Rio de Janeiro   2016 vince la medaglia d'oro con la squadra e alle parallele asimmetriche vince la medaglia d'argento[8]
- 2014 campionessa del mondo a squadre[12]
- Campionessa del mondo 2015 a squadre e alle parallele[13][14]
- Campionessa nazionale alle parallele nel 2015
- Borsa di studio di ginnastica con gli UCLA Bruins
- Campionessa nazionale NCAA 2018
- Medaglia di bronzo NCAA a squadre nel 2019

Hollie Vise :
- Campionessa del mondo nel 2003 nel concorso a squadre e alle parallele[9]
- Borsa di studio per gli Oklahoma Sooners

Ivana Hong :
- Riserva alle Olimpiadi 2008
- Titolo di squadra ai Mondiali del 2007[11]
- Medaglia di bronzo al mondiale del 2009 alla trave
- Borsa di studio di ginnastica per la Stanford University

Rebecca Bross :
- Medaglia d'argento nel concorso generale ai mondiali del 2009 e bronzo alle parallele
- Medaglia d'argento con la squadra nel 2010 e alla trave, medaglia di bronzo nel concorso generale e alle parallele
- Campionessa nazionale nel 2010; 8 medaglie ai campionati nazionali
- 2007, Medaglia d'oro ai Pan American Games nel concorso a squadre e al corpo libero
- Vincitrice dell'American Cup nel 2010

Alyssa Baumann :
- 2014 squadra vincitrice dei Mondiali[12]
- Medaglia d'argento alla trave ai Nazionali del 2014 e del 2015
- Borsa di studio di ginnastica con i Florida Gators
- Medaglia di bronzo nel campionato a squadre NCAA 2018 e al corpo libero

Irina Alexeeva :
- Medaglia d'argento ai Campionati del Mondo con la squadra nel 2018
- Campionessa europea con la squadra nel 2018
- Membro della squadra nazionale russa
- Campionessa agli USA Classic Junior nel 2016
- Borsa di studio di ginnastica della Stanford University

Katelyn Ohashi :
- Campionessa all-around junior americana agli US National Championships del 2011
- Medaglia d'oro della Coppa America 2013
- Borsa di studio di ginnastica UCLA Bruins
- Campionessa nazionale NCAA 2018 e campionessa al corpo libero
- Medaglia di bronzo con la squadra ai NCAA e sempre bronzo alla trave nel 2019

Skye Blakely :
- Medaglia di bronzo del Team Junior World Championships 2019
- Medaglia d'oro con la squadra all'International Gymnix, al volteggio e alle parallele nel 2019
- 2020 medaglia d'oro all''International Gymnix e  medaglia d'oro nel concorso generale, VT, UB e medaglia d'argento al volteggio, parallele e trave, medaglia di bronzo al corpo libero

Dylan Inserra :
- Campionessa nazionale all-around 2008-2010 (ginnastica acrobatica)
- 2009 - 2011 Membro senior della squadra nazionale
- Finalista mondiale 2010 - Ginnastica acrobatica (partner Axel Osborne)

Axl Osborne
- Campione nazionale all-around 2008-2010 (ginnastica acrobatica)
- 2009 - 2011 membro senior della Nazionale
- Finalista mondiale 2010 - Ginnastica acrobatica (partner Dylan Inserra)

Briley Casanova :
- ha partecipato ai campionati Visa del 2009 ed è arrivato ottavo nell'all-around[15]

Glenn McCuen
- Campione regionale 2008; Campione dello del Texas nel 2008
- Star nella sitcom di Nickelodeon, Bucket & Skinner's Epic Adventures

Grace McLaughlin :
- Medaglia d'oro a squadre ai Pan-American Games 2011
- Borsa di studio di ginnastica con i Florida Gators
- Campionessa nazionale NCAA 2015
- Medaglia di bronzo a squadre in NCAA 2017 e 2018

## Causa
Nel 2006 un allenatore della WOGA è stato condannato a 15 anni di prigione dopo essersi dichiarato colpevole di aggressione sessuale nei confronti di una ginnasta di 14 anni. La ginnasta e la sua famiglia hanno intentato una causa contro i proprietari della World Olympic Gymnastics Academy sostenendo che non erano riusciti a controllare e supervisionare adeguatamente l'allenatore. La causa non richiede un risarcimento specifico dai proprietari della società e non li accusa di abuso.
Bill Boyd, avvocato della palestra, ha dichiarato che tutti gli istruttori ricevono un controllo sui precedenti penali e che la palestra non era a conoscenza delle accuse fino a quando è partita un'indagine della polizia nel 2005, dopo che Wagoner se n'era andato.
 Wagoner fu arrestato a Jacksonville, in Florida, e fu condannato a 15 anni di carcere dopo essersi dichiarato colpevole di aver aggredito sessualmente la ginnasta.